# Neuroeconomia
Neuroeconomia é um campo interdisciplinar emergente que usa técnicas de medição neurocientíficas para identificar os substratos neurais associados a decisões econômicas em conjunto com psicologia, Economia comportamental, neurociência entre outras de cada uma destas disciplinas têm investigado os processos de tomada de decisão a muitas décadas de forma independente, com cada disciplina oferece vantagens únicas. Assim, neuroeconomia combina a modelagem rigorosa da economia com estudos psicológico de influências sociais.Os psicólogos, neurocientistas, economistas e pesquisadores do comportamento  vem utilizando  ferramentas da neurociência que permitem a observação de outra forma latente de avaliação da tomada de decisão da espécie humana, exige o estudo  do sistema moleculares e celulares de neurônios  ou com apenas a concepção de circuitos e processamento de informações que ocorrem no cérebro. torna-se modelo necessário para elaboração de um projeto de pesquisa relevante para psiquiatria a Neuroeconomia do Vícios.

## Obras
- Paul W., Glimcher; Colin F., Camerer; Ernst, Fehr; Russell A, Poldrack (2008), Neuroeconomics: Decision Making and the Brain, ISBN 978-0-12-374176-9, Academic Press
- De Martino B, Camerer CF (2010), «Amygdala damage eliminates monetary loss aversion», Proceedings of the National Academy of Sciences of the United States of America, 107 (8): 3788–92, doi:10.1073/pnas.0910230107
- Paul, Zak (2004), «Neuroeconomics» (PDF), Philosophical Transactions of the Royal Society B: Biological Sciences, 359 (1451), PMID 1693452, doi:10.1098/rstb.2004.1544
- Clithero JA, Tankersley D, Huettel SA (2008), «Foundations of Neuroeconomics: From Philosophy to Practice», PLoS Biol, 6 (11): e298, doi:10.1371/journal.pbio.0060298

Animação obtida por ressonância magnética

## Teóricos

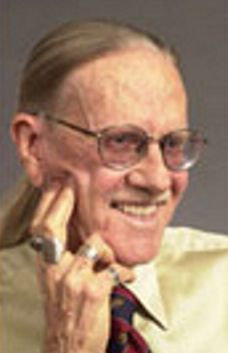
Vernon L. Smith
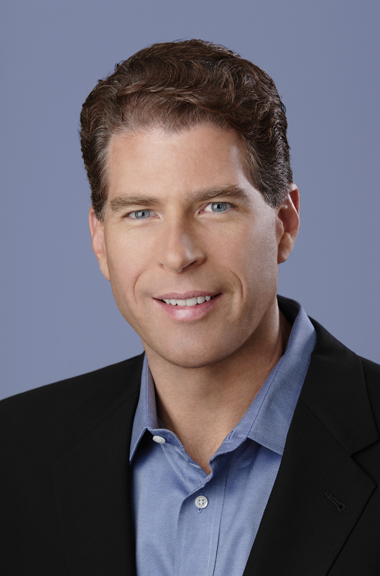
Paul J. Zak
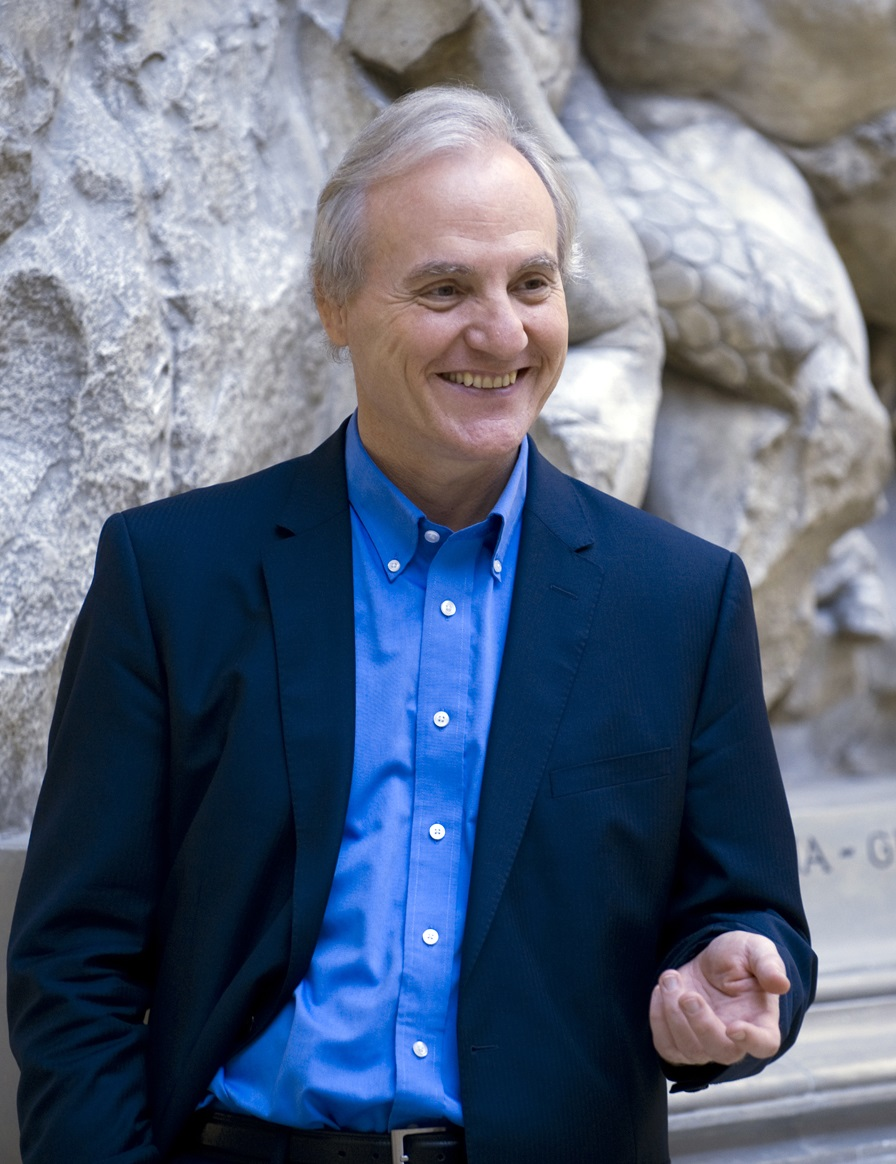
Ernst Fehr
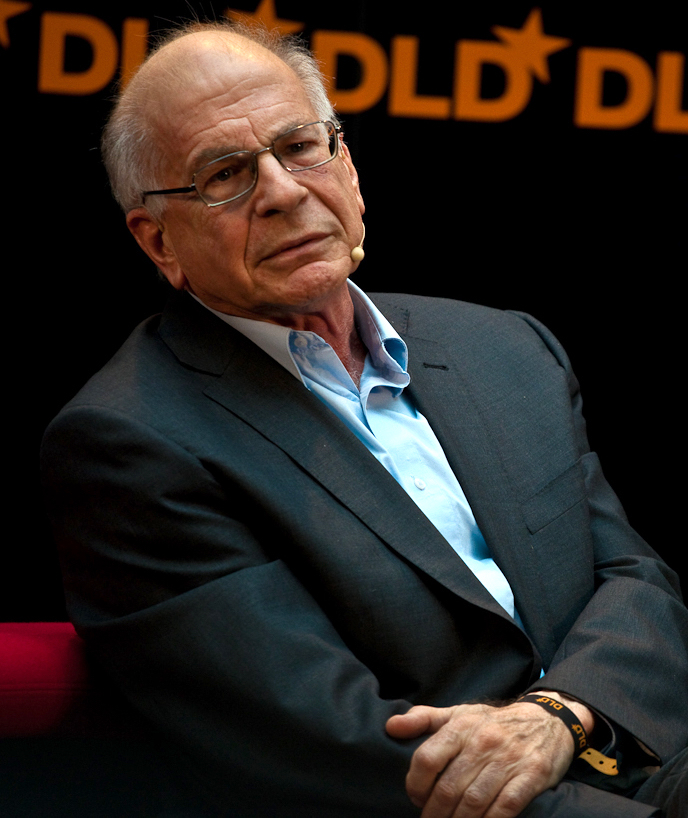
Daniel Kahneman
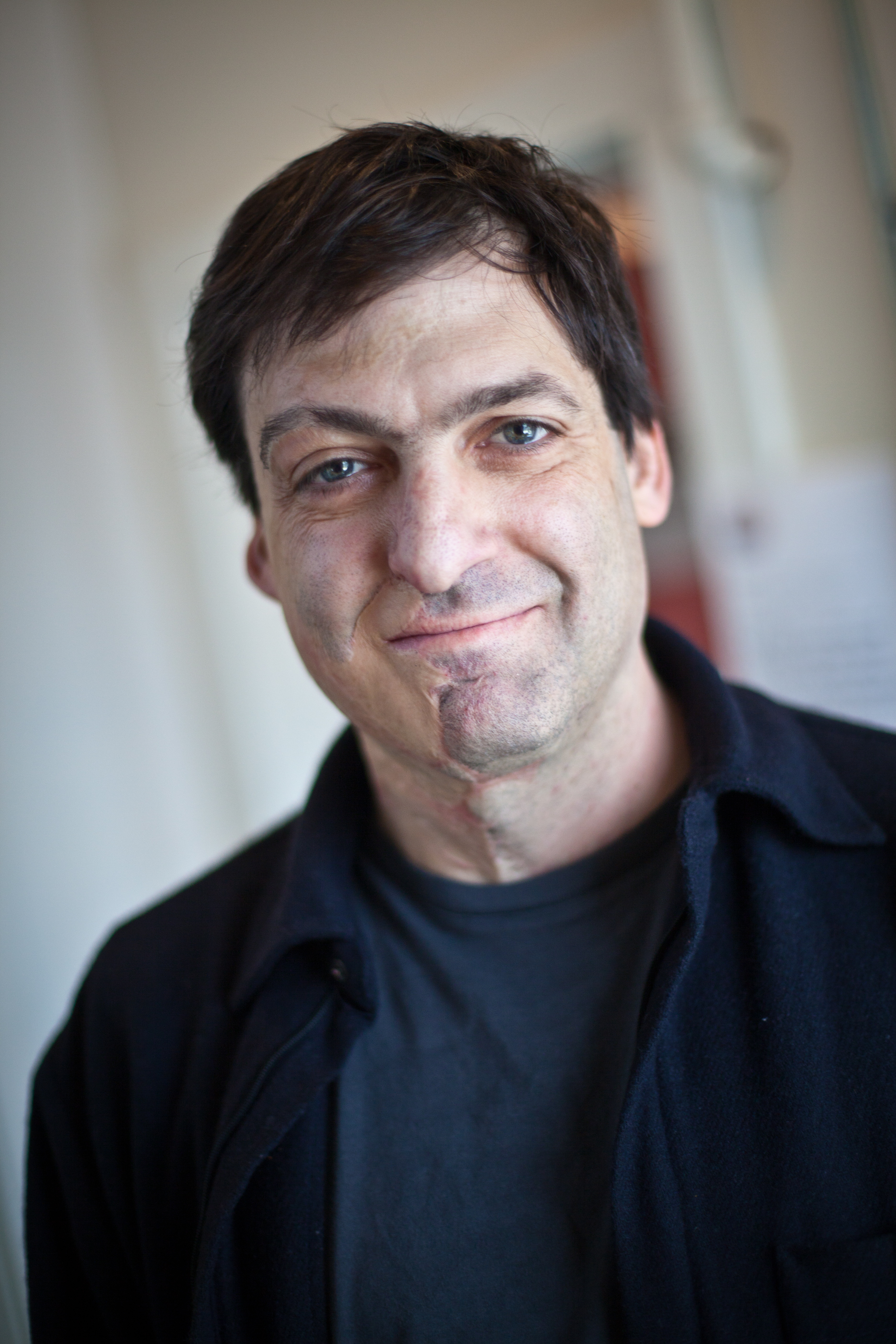
Dan Ariely
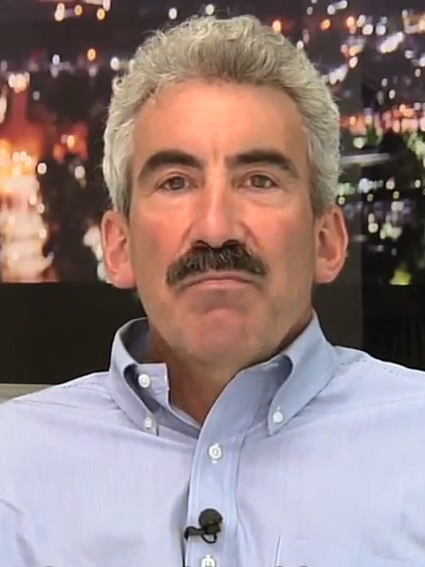
George Loewenstein
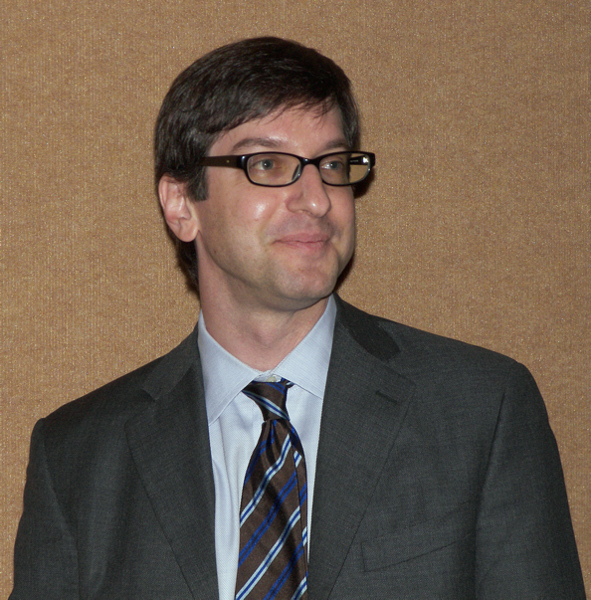
David Laibson
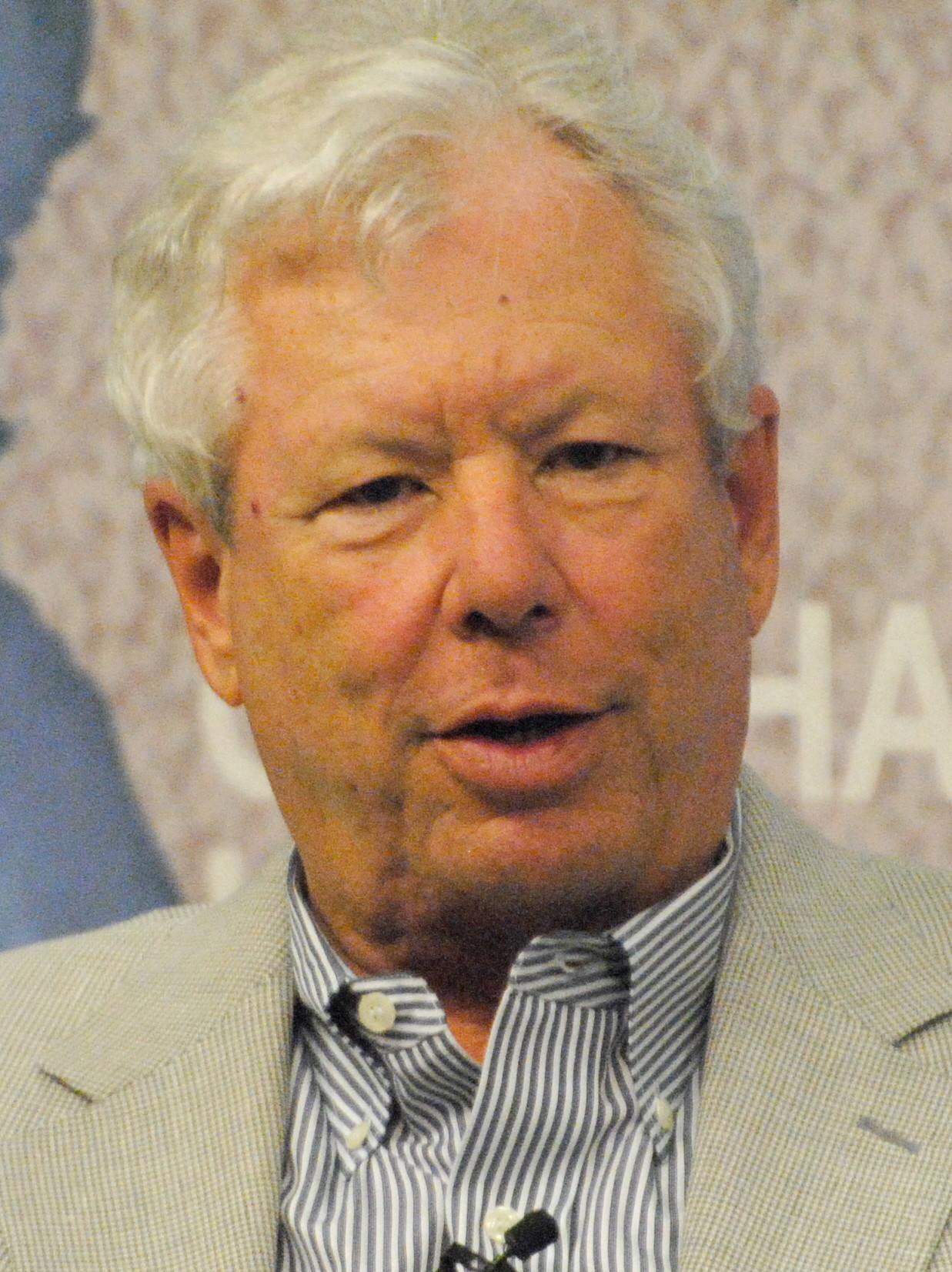
Richard Thaler